# Driss Lahrichi
Driss Lahrichi, né le 2 décembre 1997 à Casablanca, est un nageur marocain. 

## Carrière
Driss Lahrichi remporte aux Championnats arabes de natation 2016 à Dubaï la médaille d'argent du 100 mètres dos et la médaille de bronze du 4 x 100 mètres quatre nages.
Il participe aux Jeux olympiques de 2016 à Rio de Janeiro, où il est éliminé en séries du 100 mètres dos. 
Il est médaillé de bronze du 50 mètres dos, du 4 x 200 mètres nage libre et du 4 x 100 mètres quatre nages aux Championnats d'Afrique de natation 2016 à Johannesbourg. 
Aux Jeux africains de 2019 à Casablanca, il remporte la médaille de bronze du 50 mètres dos, du 4 x 100 mètres nage libre et du 4 x 100 mètres quatre nages mixte.